# La Oreja de Van Gogh

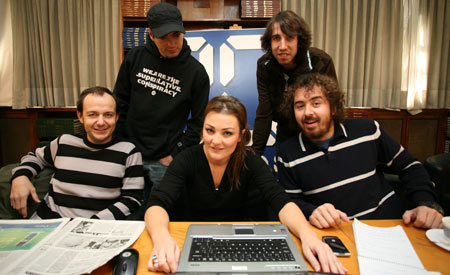
La Oreja de Van Gogh

La Oreja de Van Gogh (Spaans voor: Het Oor van Van Gogh) is een Spaanse popgroep die in 1996 werd opgericht door studenten uit San Sebastián in Spaans Baskenland.

## Biografie
De groep bestond oorspronkelijk uit Pablo Benegas (gitaar), basgitarist Álvaro Fuentes, toetsenist Xabi San Martín en Haritz Garde (drums). Later voegde zangeres Amaia Montero zich bij de groep en werd een van de bepalende gezichten van "La Oreja". De groep won de eerste prijs bij het Pop/Rock-concours in San Sebastián en later nog vele prijzen. La Oreja de Van Gogh heeft vijf albums uitgebracht met als grootste hits Cuídate, Rosas en Muñeca De Trapo. De stijl van de groep is vrij rustig en melodieus en kent invloeden van rock en Spaanse pop.
Op 19 november 2007 kondigde de groep aan dat de zangeres Montero uit de groep stapte om een solocarrière te beginnen. Haar plaats werd ingenomen door zangeres Leire Martínez.
Na Cometas por el cielo (2011), het album dat 84 weken in de Spaanse top 100 stond, kwam op 4 november 2016 het album El Planeta Imaginario (letterlijk vertaald als: de denkbeeldige planeet) uit. Hierop staan singles als Verano, Estoy Contigo en Diciembre.

## Discografie

### Albums
- El Planeta Imaginario (2016)
- Primera Fila (2013)
- Cometas por el cielo (2011)
- Nuestra casa a la izquierda del tiempo (2009)
- A las cinco en el Astoria (2008)
- La oreja de Van Gogh - Grandes éxitos (2008)
- Guapa (25 april 2006)
- Lo que te conté mientras te hacías la dormida (2003)
- En Directo + DVD  (2003)
- El viaje de Copperpot (2000)
- Dile al Sol (1998)

### Singles
- Estoy Contigo (2016)
- Verano (2016)
- Otra vez me has sacado a bailar (2013)
- Día cero (2012)
- Cometas por el cielo (2011)
- La niña que llora en tus fiestas (2011)
- Cuéntame Al Oído '09 (2009)
- Europa VII (2009)
- Jueves (2008)
- Inmortal (2008)
- El Último Vals (2008)
- Dulce Locura (2006)
- Muñeca De Trapo (2006)
- Bonus Track (2004)
- Historia de un sueño (2004)
- Geografía (2004)
- Vestido azul (2004)
- Deseos de cosas imposibles (2004)
- Rosas, directo (2003)
- Rosas (2003)
- 20 de enero (2003)
- Puedes contar conmigo (2003)
- La chica del gorro azul (2002)
- Tu Pelo (2002)
- Mariposa (2001)
- Soledad (2001)
- Pop (2001)
- La playa (2001)
- París (2000)
- Cuídate (2000)
- La estrella y la Luna (2000)
- El libro (1999)
- Que puedo pedir (1999)
- Dile al Sol (1999)
- Pesadilla (1999)
- Cuéntame Al Oído (1999)
- Soñaré (1998)
- El 28 (1998)